# Martin Christoffel
Martin Christoffel (ur. 2 września 1922 w Bazylei, zm. 3 kwietnia 2001 w Küttigen) – szwajcarski szachista, mistrz międzynarodowy od 1952 roku.

## Kariera szachowa
Wielokrotnie startował w finałach indywidualnych mistrzostw Szwajcarii, czterokrotnie zdobywając złote medale, w latach 1943, 1945, 1948 i 1952. Odniósł kilka sukcesów w turniejach międzynarodowych, m.in. II m. w Londynie (1946, za Maxem Euwem, przed m.in. Arnoldem Denkerem i George'em Alanem Thomasem), dz. III m. w Lucernie (1950, za Hermanem Pilnikiem i Maxem Euwem) oraz II m. w Zurychu (1952). W 1951 r. wystąpił w międzypaństwowym meczu przeciwko Republice Federalnej Niemiec, dwukrotnie zwyciężając Lothara Schmida.
W roku 1988 przegrał partię pokazową z mistrzem świata Garrim Kasparowem, który w rezultacie uzyskał liczbę Morphy’ego równą 4. Kolejne sukcesy odniósł w kategorii "weteranów" (zawodników powyżej 60. roku życia), w latach 1990, 1991, 1992 i 1994 czterokrotnie zdobywając tytuł mistrza Szwajcarii w tej kategorii wiekowej.
Znaczące rezultaty osiągał również w grze korespondencyjnej, będąc reprezentantem kraju na 9., 10. i 11. olimpiadzie. W 1989 r. Międzynarodowa Federacja Szachowej Gry Korespondencyjnej przyznała mu tytuł mistrza międzynarodowego, natomiast w 2000 – tytuł mistrza międzynarodowego seniora (SIM).
Jako działacz pracował w strukturach Szwajcarskiej Federacji Szachowej.
Według retrospektywnego systemu rankingowego Chessmetrics, najwyżej sklasyfikowany był w styczniu 1947 r., zajmował wówczas 110. miejsce na świecie.